# Сухожилля
Сухожи́лля, сухожи́лок (лат. tendo, род. відм. tendonis) — утворення зі сполучної тканини, кінцева структура поперечнопосмугованих м'язів, за допомогою яких вони прикріплюються до кісток скелета. Його функція - передавати зусилля, створене скороченням м’яза, до кістки, що забезпечує рух кінцівок та інших частин тіла. Саме сухожилля дозволяє м’язам взаємодіяти з кістками скелету.
Латинська назва пов'язана з дієсловом tendō — «натягаю».